# Fiona Kelly
Fiona Kelly är en brittisk författare. 
Fiona Kelly lär vara en pseudonym för fyra olika författare, Sue Welford, Jenny Oldsfield, Ann Ruffell och Michael Coleman (enligt boken "Från Kalle Blomkvist till internetdeckare" av Lilian och Karl G. Fredriksson). Fiona Kelly har främst skrivit böcker om Deckargänget, Mysterieklubben och serien Brottsplats London.

### Deckargänget
Deckargänget består av de tre 12-åriga vännerna Holly, Miranda och Peter.
1. Den förbjudna ön, 1993 (the forbidden island)
2. Spionspanarna, 1996 (Spycatchers!)
3. Den blå ledtråden, 1996 (Lost and found)
4. Skattjakten, 1996 (Treasure hunt)
5. Det obebodda huset, 1996 (The empty house)
6. Smugglarkusten, 1997 (Smuggler's bay)
7. De falska sedlarna, 1997 (Funny money)
8. Utpressning, 1997 (Blackmail!)
9. Mysteriet på slottet, 1997 (Mystery weekend)
10. Fel nummer, 1998 (Wrong number)
11. Gisslan!, 1998 (Hostage!)
12. Lönnfacket, 1998 (Box of tricks)
13. Den kidnappade flickan, 1998 (Kidnap!)
14. Falskt alarm, 2000 (False alarm)
15. Okänd avsändare, 2000 (Hijack)

### Mysterieklubben
Mysterieklubben består av tre vänner Holly, Tracy och Belinda, alla 15 år. Holly är också med i Deckargänget. 
1. Vita damens gåta,1993(Secret Clues)
2. Farligt vittne,1993(Double Danger)
3. Den förbjudna ön,1993(Forbidden Island)
4. Utpressaren,()
5. Falskt spel,()
6. Försvunnen!,()
7. Gömstället,1994(Hide and Seek)
8. Den gyllene figuren,()
9. Bortförd!,1994(Deadly Games)
10. Den försvunna amuletten,()
11. Hästtjuven,()
12. Dubbelspel,()
13. Rymlingen,1995(Fatal Fall)
14. Kraschlandning!,1995(Crash Landing)
15. Främlingen,1995(Poison)
16. Filminspelningen,()
17. Det hemliga rummet,()
18. Häxjakten,()
19. Sammansvärjningen,()
20. Vita damen går igen,()
21. Skumma affärer,()
22. Falsk identitet,()
23. Konstkuppen,()
24. Högt spel,()
25. Palatsets gåta,()
26. Misstänkt,()
27. De mystiska cirklarna,()
28. Guldfeber,(2003) Gold fever